# Pałac Nagytétény
Pałac Nagytétény (węg. Nagytétényi Kastélymúzeum) – pałac położony w XX. dzielnicy Budapesztu, w południowo-zachodniej części miasta.

## Historia
Historia pałacu sięga czasów starożytnych i wykazuje wiele analogii z historią Węgier. Ok. 10 r. p.n.e. wzdłuż zachodniego brzegu Dunaju przebiegała wschodnia granica imperium rzymskiego, umocniona fortyfikacjami dla ochrony przed najazdem barbarzyńców. Część tych umocnień stanowiła Campona (późniejszy pałac Nagytétény).
W XIII w. na pozostałościach tych umocnień ród lokalnych możnowładców Tétény zbudował zamek w stylu gotyckim. Jego pozostałości znajdują się w obecnym pałacu, w trzeciej komnacie na parterze w skrzydle od strony Dunaju.
Ok. 1309 zamek przeszedł od rodu Tétény w ręce Lőrinca Hédervári, palatyna i komendanta zamku w Budzie i pozostał w posiadaniu jego rodu przez ponad dwa stulecia. W tym czasie zamek został rozbudowany. Podczas okupacji tureckiej (1541–1686) zamek Tétény należał do sandżaku Budy, podporządkowanym bezpośrednio sułtanowi.
Po usunięciu Turków zrujnowany zamek dostał się w ręce austriackiego komendanta Ferenca Buchingena jako wyraz uznania dla jego zasług wojskowych. Buchingen sprzedał zamek László Petrovayowi, a wdowa po nim Julianna Petrovay (z domu Daróczy) sprzedała zamek Györgyowi Szárazowi, swemu przyszłemu szwagrowi. György Száraz, podniesiony do rangi barona prezes sądu, zagospodarował Tétény a w 1716 rozpoczął przebudowę zamku i wzmocnienie jego murów.
Po śmierci Györgya Száraza (1733), jego zięć József Rudnyánszky – siostrzeniec wpływowego Antala Grassalkovicha, mecenasa sztuki, kontynuował prace budowlane ale według nowego projektu przebudowując zamek na arystokratyczną barokową rezydencję. Nie wiadomo, kto był autorem projektu nowej budowli ale istnieją podobieństwa między pałacem Nagytétény a innymi tzw. pałacami Grassalkovicha na Węgrzech, w tym pałacem w Gödöllő – co wskazuje na tego samego architekta. W rezultacie przebudowy pałac składa się z korpusu i dwóch dwukondygnacyjnych skrzydeł – wschodniego i zachodniego.
Po śmierci wdowy po Rudnyánszkim (1798) pałac był dziedziczony przez jej krewnych. W XIX w. był przebudowany a w 1904 jego pierwotne wyposażenie przepadło w pożarze.
Po II wojnie światowej częściowo zniszczony pałac przejęło państwo węgierskie. Latem 1948 urządzono w jego murach wystawę z eksponatów należących do Muzeum Sztuk Stosowanych w Budapeszcie. Pałac z powodu postępującego zniszczenia zamknięto w 1989.
W latach 1997–2000 pałac był remontowany. Po zakończeniu prac remontowych w czerwcu 2000 pałac otworzył ponownie swoje podwoje dla publiczności; zorganizowano w nim z tej okazji wystawę „Sztuka meblarska – od gotyku po Biedermeier”.

## Architektura

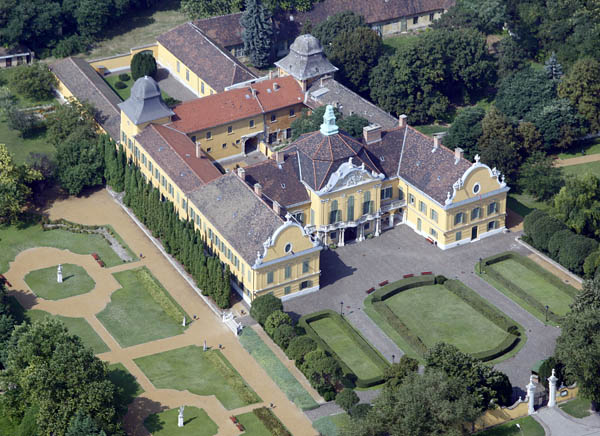
Pałac widziany z góry.

Fasada główna pałacu została zbudowana w stylu francuskim. Pomiędzy obu skrzydłami znajduje się cour d'honneur, zamknięty z trzech stron. Jego część centralną stanowi wystający poza lico fasady ryzalit, który mieści główne schody i reprezentacyjny hall, wysoki na dwie kondygnacje. Ryzalit zwieńczony jest dachem przypominającym kopułę. Ozdobą jego fasady jest balkon i dekoracja rzeźbiarska szczytu z widocznym herbem rodu Száraz-Rudnyánszky. Na szczycie ustawiono posągi przedstawiające cztery pory roku, dzień i noc oraz zegar.
Ściany pokojów pałacowych były pierwotnie pokryte muralami wykonanymi w technice al secco. Oprócz jednego stropu zachowały się one tylko na piętrze. Murale były prawdopodobnie wykonane w jednym czasie; nazwiska ich wykonawców są nieznane.
Park pałacowy z trzyczęściowym tarasem rozciąga się aż do nadrzecznych ścieżek biegnących wzdłuż nadbrzeży Dunaju. Źródła wspominają o bażanciarni i niezwyklej florze.